# Elecciones generales de Granada de 1972
Las elecciones generales de Granada de 1972 tuvieron lugar el 28 de febrero del mencionado año con el objetivo de renovar los 15 escaños de la Cámara de Representantes, con base en cuya composición se integró el Senado, configurando el Parlamento de Granada por el período 1972-1977. Fueron las segundas elecciones que se realizaban en Granada desde su conversión en un «Estado Libre Asociado» con Gran Bretaña y las séptimas desde la instauración del sufragio universal. Asimismo, se trató de los últimos comicios realizado antes de la independencia de Granada como estado soberano en 1974.
Después de su retorno al poder en las anteriores elecciones, Eric Gairy, jefe de gobierno y líder del Partido Laborista Unido de Granada, se movió rápidamente para consolidar su control sobre la colonia e instaurar un régimen autoritario en torno a su figura. En 1970, luego de una serie de protestas sindicales izquierdistas encabezadas por Maurice Bishop, Gairy creó la Policía de Reserva Especial o Moongoose Gang (Pandilla de la Mangosta), una policía secreta o ejército privado, que cometió numerosos actos de represión en contra de la oposición política. Los grupos izquierdistas en gran medida se desmarcaron del proceso electoral, que consideraban viciado y estrictamente controlado por Gairy, dejando al Partido Nacional de Granada (GNP) del expremier Herbert Blaize, como única formación opositora en disputar los comicios.
Beneficiado por el respaldo del voto de las áreas rurales y de los sectores más empobrecidos, así como de la ausencia de un espacio opositor coherente, el GULP obtuvo una aplastante victoria con un 58,87% del voto popular y una mayoría calificada de 13 escaños contra 2 del GNP, que logró el 41,13% del voto restante. La participación fue del 83,49% del electorado registrado. Gairy resultó reelegido jefe de gobierno y, con la independencia de Granada en 1974, se convirtió en primer ministro, mientras que Blaize se mantuvo como líder de la Oposición parlamentaria hasta los siguientes comicios.
Con el incremento de las circunscripciones electorales de 10 a 15, esta elección fue la última en ver una redistribución de escaños o la creación de nuevas circunscripciones, e inauguraron el mapa circunscripcional empleado en todos los comicios hasta la fecha.

## Antecedentes
Las elecciones generales de 1967, primeras desde la conversión de Granada en un «Estado Libre Asociado» con el Reino Unido luego de más de dos siglos como una colonia, resultaron en el retorno al poder por amplio margen del Partido Laborista Unido de Granada, liderado por Eric Gairy, derrotando al gobierno del Partido Nacional de Granada que lideraba Herbert Blaize. El principal motivo para detrás del triunfo del GULP fue el creciente descontento público contra la decisión de Blaize de impulsar la unificación de Granada con Trinidad y Tobago, en contraposición con la campaña nacionalista encabezada por Gairy. Tras retornar al poder, Gairy contó con mucha mayor autonomía para ejercer el control político que en su primer mandato (el cual había finalizado con su remoción a la fuerza por parte del régimen colonial británico en 1962), y explotó los recursos del Estado para fortalecer su posición a expensas de la oposición cada vez más debilitada.
El período 1967-1972 vio una expansión de la industria turística similar a la vista en otros países del Caribe anglófono, lo que se tradujo en una complicada transición económica que vio un empobrecimiento de parte de la nueva población urbana, lo cual se tradujo en protestas sindicales y en el surgimiento de fuertes grupos de izquierda. Estos sectores, contrarios a la democracia parlamentaria y fuertemente opositores a Gairy, iniciaron una serie de manifestaciones callejeras, que fueron duramente reprimidas por la policía. En paralelo, Gairy comenzó un proceso de desmantelamiento del sistema democrático, con la creación, a partir de 1970, de una policía secreta conocida como «pandilla de la mangosta», que ejerció como grupo paramilitar favorable al gobierno. Frente al deterioro de la situación social de Granada, el apoyo público a Gairy amenazó con flaquear, por lo que este comenzó a recurrir a la cuestión del estatus político del país para explotar nuevamente el fervor nacionalista y recuperar respaldo. En ese sentido, convirtió rápidamente la independencia en su principal bandera política y se aseguró de que fuera el principal debate de cara a las siguientes elecciones.

## Sistema electoral
| Mapa                    | Circunscripción               | Parlamentarios (1967) | Parlamentarios (1967) | Parlamentarios (1967) |
| ----------------------- | ----------------------------- | --------------------- | --------------------- | --------------------- |
|                         | Carriacou y Pequeña Martinica | Herbert Blaize        |                       | GNP                   |
| Saint Andrew North East | Nueva circunscripción         | Nueva circunscripción | Nueva circunscripción |                       |
| Saint Andrew North West | Nueva circunscripción         | Nueva circunscripción | Nueva circunscripción |                       |
| Saint Andrew South East | Nueva circunscripción         | Nueva circunscripción | Nueva circunscripción |                       |
| Saint Andrew South West | Nueva circunscripción         | Nueva circunscripción | Nueva circunscripción |                       |
| Saint David             | Cynthia Gairy                 |                       | GULP                  |                       |
| Ciudad de Saint George  | Hudson Scipio                 |                       | GNP                   |                       |
| Saint George North East | Nueva circunscripción         | Nueva circunscripción | Nueva circunscripción |                       |
| Saint George North West | Nueva circunscripción         | Nueva circunscripción | Nueva circunscripción |                       |
| Saint George South      | Eric Gairy                    |                       | GULP                  |                       |
| Saint George South East | Nueva circunscripción         | Nueva circunscripción | Nueva circunscripción |                       |
| Saint John              | Herbert Preudhomme            |                       | GULP                  |                       |
| Saint Mark              | Albert Forsythe               |                       | GULP                  |                       |
| Saint Patrick East      | Nueva circunscripción         | Nueva circunscripción | Nueva circunscripción |                       |
| Saint Patrick West      | Nueva circunscripción         | Nueva circunscripción | Nueva circunscripción |                       |

Los comicios se realizaron bajo el texto constitucional sancionado en 1967 y la ley electoral de 1958. Bajo sus disposiciones, Granada era un «Estado Libre Asociado» con el Reino Unido, con Isabel II como monarca y jefa de estado, y un gobernador local como representante de la Corona y del gobierno británico. El poder legislativo recaía en el Parlamento de Granada, compuesto por la Cámara de Representantes de 15 escaños y el Senado de 13 escaños. La edad para votar se fijó en veintiún años, siendo estos los últimos comicios en los cuales no pudieron votar las personas de dieciocho, diecinueve y veinte años. Si bien no existía una fecha fija para la duración del mandato parlamentario, quedando esta sometida a la decisión del gobernador por consejo del premier, en la práctica se estableció un mandato de no más de cinco años.
Los 15 escaños de la Cámara de Representantes se elegían por un sistema de escrutinio mayoritario uninominal, con el país dividido en quince circunscripciones, cada una de las cuales era representada por un miembro del Parlamento elegido por voto directo a simple mayoría de votos. El líder del partido político que logre una mayoría absoluta o que pueda gozar de la confianza de una mayoría de miembros de la Cámara se convierte en premier y jefe de gobierno, mientras que el líder del partido no gobernante con más escaños ocupa el cargo de líder de la Oposición. El Senado, compuesto por 13 miembros, es designado por el Gobernador General después de las elecciones, basándose en los resultados electorales y en la formación del gobierno. El premier tiene la potestad de recomendar diez nombramientos, tres de los cuales deben corresponder a determinados intereses. Los otros tres senadores son designados por recomendación del líder de la Oposición.

## Partidos y candidaturas
La nominación de candidatos tuvo lugar el 10 de febrero, algo más de dos semanas antes de las elecciones. El Partido Laborista Unido de Granada y el Partido Nacional de Granada eran los únicos dos partidos legalmente constituidos en el país en ese momento, y ambos presentaron una lista completa de candidatos en las quince circunscripciones. La lista definitiva fue hecha pública por la Gaceta Oficial el 19 de febrero.
| Circunscripción               | GULP               | GNP               |
| ----------------------------- | ------------------ | ----------------- |
| Carriacou y Pequeña Martinica | Michael Caesar     | Herbert Blaize    |
| Saint Andrew North East       | Waple Nedd         | Vernon Simon      |
| Saint Andrew North West       | Nadia Benjamin     | Ben Jones         |
| Saint Andrew South East       | Hubert Alexis      | Ralph Bohla       |
| Saint Andrew South West       | David Sylvester    | Harry Ogilvie     |
| Saint David                   | Cynthia Gairy      | Unison Whiteman   |
| Ciudad de Saint George        | John Morris        | Hudson Spicio     |
| Saint George North East       | Franklyn Dolland   | Fitz-Roy O'Neale  |
| Saint George North West       | George Hosten      | Keith Mitchell    |
| Saint George South            | Eric Gairy         | Selwyin Straghan  |
| Saint George South East       | Armond Williams    | Gordon Renwick    |
| Saint John                    | Herbert Preudhomme | John Branch       |
| Saint Mark                    | Albert Forsythe    | Rupert Japal      |
| Saint Patrick East            | Oliver Paeburn     | Wilberforce Nyack |
| Saint Patrick West            | Winston Whyte      | Wellington Friday |

## Campaña
La campaña electoral estuvo dominada por la cuestión del estatus político de Granada y polarizada entre los partidarios de la independencia inmediata y sus detractores. El Partido Laborista Unido de Granada, liderado por el premier Eric Gairy, hizo una extensa campaña a favor de la independencia de Granada dentro e la Mancomunidad de Naciones e hizo del asunto el principal punto de su plataforma, buscando desviar la discusión respecto a las crecientes problemáticas sociales que la transición económica había visto durante los años anteriores y los estallidos esporádicos de violencia política. El manifiesto del GULP, lanzado bajo el eslogan «Independent Grenada» (del inglés: «Granada Independiente») estaba casi completamente dedicado a esto, resaltando el punto: «Nos debemos a nosotros mismos y a quienes vengan después de nosotros establecer una Granada completamente independiente y, por lo tanto, comprometemos a nuestro Partido y a nuestro programa con la independencia de Granada».
En general, la oposición a Gairy se mostró desorganizada y la incapacidad del Partido Nacional de Granada, liderado por Herbert Blaize, para capitalizar exitosamente el descontento popular fue una evidencia de ello. El GNP centró su discurso en denunciar que el gobierno de Gairy estaba emprendiendo una deriva autoritaria y que la independencia de Granada bajo su régimen implicaba cederle el control absoluto del Estado, empujando al país insular a convertirse en una dictadura absoluta. Su manifiesto se tituló «Save Our Grenada: Freedom & Democracy with Grenada National Party» (del inglés: «Salva a Nuestra Granada: Libertad y Democracia con el Partido Nacional de Granada») Aunque históricamente contrario a la independencia, Blaize mantuvo un tono vago al respecto, enfocándose principalmente en deponer a Gairy como una prioridad. En general, los grupos de izquierda que lideraban la oposición callejera al régimen se abstuvieron de las elecciones, lo que privó al GNP (un partido conservador con tendencias probritánicas y base en la clase media) de un importante respaldo, dejándolo vulnerable ante el GULP.

## Resultados

### Nivel general
Los comicios resultaron en un rotundo triunfo para el Partido Laborista Unido de Granada, que logró el 58,87% de los votos válidamente emitidos y una mayoría absoluta de dos tercios al imponerse en 13 de las 15 circunscripciones, garantizando la reelección de Eric Gairy para un segundo mandato consecutivo (y tercero en general) como jefe de gobierno de Granada. El mayor triunfo para el GULP fue en la circunscripción de Saint Andrew North East, donde Waple Nedd obtuvo el 72,15% de los votos, seguida por Saint George South, donde el propio Gairy retuvo con facilidad su escaño con un 70,81% de los sufragios. La elección fue mucho más reñida en las áreas urbanas y en el centro del país, aunque el GULP logró ganar la totalidad de estos escaños por márgenes estrechos. Por su parte, el opositor Partido Nacional de Granada sufrió una dura derrota, recibiendo el 41,13% de los votos restantes y logrando imponerse solo en dos circunscripciones. Herbert Blaize retuvo su escaño en la dependencia de Carriacou y Pequeña Martinica con un contundente 75,21% de los votos (convirtiéndose en el candidato que retuvo su escaño por mayor margen en la jornada), permitiéndole seguir en el Parlamento como líder de la Oposición. Por su parte, en el distrito de Saint Patrick West, Wellington Friday (hasta entonces representante del distrito único de Saint Patrick) logró permanecer en el Parlamento prevalecer sobre el aspirante del GULP, Winston Whyte, por tan solo un voto. La elección evidenció el declive del GNP como una fuerza de alcance urbano, siendo su pérdida más notable la derrota de Hudson Scipio, que buscaba la reelección en la circunscripción de la Ciudad de Saint George, por un margen de 21 votos ante John Morris, un exdirector de escuela originario de Barbados y candidato del GULP. La Ciudad de Saint George fue la circunscripción con mayor tasa de abstención del país, probablemente por el desencanto de los votantes urbanos que más tarde darían su apoyo a opciones izquierdistas como el Movimiento New Jewel. Se trató de la única ocasión en toda su historia en que el GULP logró ganar la circunscripción capitalina, vista hasta el momento como un bastión de las fuerzas opositoras.
Si bien existieron reportes sobre un posible fraude electoral, sobre todo en las circunscripciones urbanas, así como constantes denuncias de abuso de los recursos del Estado e intimidación a los votantes por medio de los grupos delincuenciales favorables a Gairy, se considera que el principal activo detrás del triunfo del GULP fue el debilitamiento del GNP ante su incapacidad para representar efectivamente a los nuevos votantes opositores, principalmente a la juventud, por su imagen de «partido elitista», así como al fuerte apoyo popular con el que todavía contaba el GULP en la mayoría de sus bastiones rurales.
|  | 58.87 % |

|  | 41.13 % |

|  | 98.75 % |

|  | 1.25 % |

|  | 100.00 % |

|  | 83.49 % |

### Resultados por circunscripción
|  | 75.21 % |

|  | 24.79 % |

|  | 100.00 % |

|  | 81.18 % |

|  | 64.94 % |

|  | 35.06 % |

|  | 100.00 % |

|  | 86.67 % |

|  | 54.11 % |

|  | 45.89 % |

|  | 100.00 % |

|  | 87.99 % |

|  | 72.15 % |

|  | 27.85 % |

|  | 100.00 % |

|  | 78.76 % |

|  | 69.99 % |

|  | 30.01 % |

|  | 100.00 % |

|  | 90.49 % |

|  | 65.58 % |

|  | 34.42 % |

|  | 100.00 % |

|  | 82.31 % |

|  | 50.43 % |

|  | 49.57 % |

|  | 100.00 % |

|  | 72.08 % |

|  | 53.80 % |

|  | 46.20 % |

|  | 100.00 % |

|  | 85.94 % |

|  | 70.62 % |

|  | 29.38 % |

|  | 100.00 % |

|  | 86.16 % |

|  | 63.33 % |

|  | 36.67 % |

|  | 100.00 % |

|  | 79.73 % |

|  | 70.81 % |

|  | 29.19 % |

|  | 100.00 % |

|  | 80.19 % |

|  | 60.30 % |

|  | 39.70 % |

|  | 100.00 % |

|  | 78.99 % |

|  | 62.77 % |

|  | 37.23 % |

|  | 100.00 % |

|  | 87.73 % |

|  | 55.75 % |

|  | 44.25 % |

|  | 100.00 % |

|  | 78.43 % |

|  | 50.02 % |

|  | 49.98 % |

|  | 100.00 % |

|  | 87.00 % |